# Alexandre Clérisse
Alexandre Clérisse (* 30. Oktober 1980 in Aurillac) ist ein französischer Comic-Künstler und Illustrator.

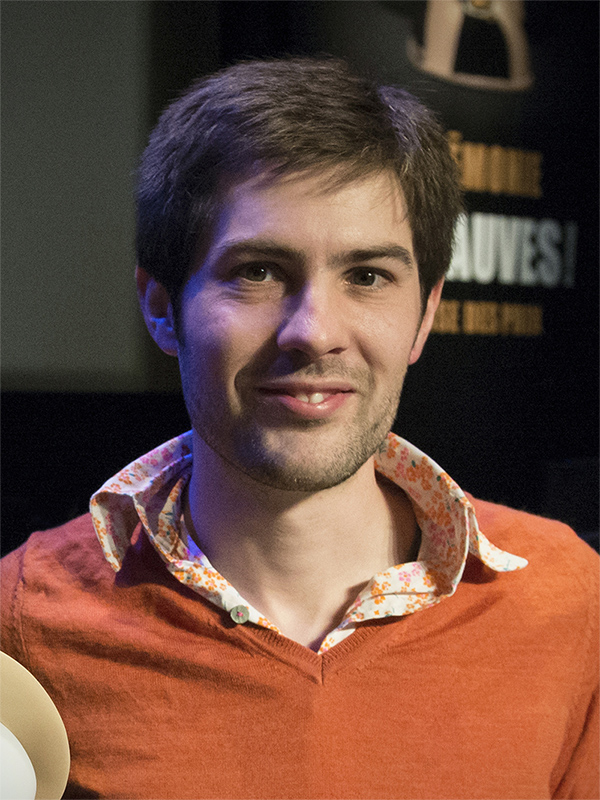
Alexandre Clérisse beim Internationales Comicfestival von Angoulême 2017.

## Leben und Schaffen
Clérisse wuchs in Saint-Céré auf. 2000 studierte er kurzzeitig Kunstgeschichte an der Universität Toulouse-II-Le Mirail, machte dann aber 2002 in Aurillac ein Diplom (BTS) in Visueller Kommunikation. Von 2003 bis 2005 studierte er an der Europäischen Hochschule für Bildmedien (ÉESI) in Angoulême, wo  er mit einem Diplom in Comic (DNAP de bande dessinée) abschloss. 2007 debütierte Clérisse mit der Graphic Novel Jazz Club bei Dargaud. Wiederholt arbeitet Clérisse in seinen Büchern mit digitaler Vektorgrafik und komplexen Erzählkonstruktionen. Im Jahr 2013 veröffentlichte er mit Thierry Smolderen Souvenirs de l’empire de l’atome. Smolderen, der an der ÉESI sein Professor gewesen war, schrieb auch für weitere Zusammenarbeiten das Skipt. Ihre gemeinsamen Graphic Novels wurden mit zahlreichen Preisen gewürdigt, u. a. mit dem Grand Prix de l’Imaginaire (2014) und Peng! – Der Münchner Comicpreis (2017). Clérisse veröffentlichte aber auch weiterhin Soloarbeiten, so etwa die Graphic Novel Feuilles Volantes (2022), die 2023 beim Festival Québec BD mit dem Prix Maurice-Petitdidier ausgezeichnet wurde.

## Werke (Auswahl)
- Jazz Club. Dargaud, Paris 2007 ISBN 978-2-205-05921-2.
- Trompe la mort. Dargaud, Paris 2009 ISBN 978-2-205-06209-0.
- L’École des Lutins von Laurence Van Ruymbeke, Illustration mit Mylène Rigaudie. Glénat, Grenoble 2009 ISBN 978-2-7234-6809-1.
- Souvenirs de l’empire de l’atome mit Thierry Smolderen. Dargaud, Paris 2013 ISBN 978-2-205-06930-3.
  - Das Imperium des Atoms. Carlsen Verlag, Hamburg 2014 ISBN 978-3-551-75754-8.
- L’Été Diabolik mit Thierry Smolderen. Dargaud, Paris 2016 ISBN 978-2-205-07345-4.
  - Ein diabolischer Sommer. Carlsen Verlag, Hamburg 2016 ISBN 978-3-551-72818-0.
- Alfred, Quentin et Pedro sont sur un plateau. (2016) Dargaud, Paris 2019 ISBN 978-2-205-07970-8.
- Une année sans Cthulhu mit Thierry Smolderen. Dargaud, Paris 2019 ISBN 978-2-205-07744-5.
  - Ein Jahr ohne Cthulhu. Carlsen Verlag, Hamburg 2020 ISBN 978-3-551-72820-3.
- Feuilles Volantes. Dargaud, Paris 2022 ISBN 978-2-205-08476-4.
  -  Lose Blätter. Drei Jahrhunderte, drei Comiczeichnende, eine Geschichte. Carlsen Verlag, Hamburg 2023 ISBN 978-3-551-76187-3.

## Preise (Auswahl)
- Prix de la meilleure bande dessinée de science-fiction des Utopiales 2013 für Souvenirs de l'Empire de l'Atome (mit Thierry Smolderen)[9]
- Grand Prix de l’Imaginaire: Bester Comic 2014 für Souvenirs de l'Empire de l'Atome (mit Thierry Smolderen)[6]
- Prix Ouest France / Quai des Bulles 2016 für L’Été Diabolik (mit Thierry Smolderen)[10]
- Fauve Polar SNCF 2017 für L’Été Diabolik (mit Thierry Smolderen)[11]
- Prix de la BD Fnac 2017 für L’Été Diabolik (mit Thierry Smolderen)[11]
- Gran Guinigi: Bester Zeichner 2017[12]
- Prix Maurice-Petitdidier für L’Été Diabolik (mit Thierry Smolderen)[8]
- Peng! – Der Münchner Comicpreis: Bester europäischer Comic 2017 für L’Été Diabolik (mit Thierry Smolderen)[7]
- Prix Maurice-Petitdidier 2023 für Feuilles Volantes[8]